# موشه دیامانت
موشه دیامانت (به انگلیسی: Moshe Diamant) یک تهیه‌کننده فیلم آمریکای می‌باشد. که از سال ۱۹۸۵ تا اکنون مشغول فعالیت است.

## گزیده کار در مقام تهیه‌کننده
- ماه در عقرب (فیلم ۱۹۸۷)
- پلیس زمان (۱۹۹۴)
- مرگ ناگهانی (فیلم ۱۹۹۵)
- هدف نهایی (۱۹۹۶)
- نهایت خطر (فیلم ۱۹۹۶)
- تیم دونفره (فیلم ۱۹۹۷)
- سایمون سز (۱۹۹۹)
- تفنگدار (فیلم ۲۰۰۱)
- نقطه ترس (۲۰۰۲)
- عملیات افراطی (۲۰۰۲)
- اسپارتان (فیلم ۲۰۰۴)
- قهرمانان خیالی (۲۰۰۴)
- میمون بد بو (فیلم ۲۰۰۴)
- آوای تندر (فیلم ۲۰۰۵)
- کوکب سیاه (۲۰۰۶)
- تریستان و ایزولد (فیلم۲۰۰۶)
- تا دم مرگ (۲۰۰۷)
- چوپان: گشت مرزی (۲۰۰۸)
- سرباز جهانی: احیا (۲۰۰۹)
- کاغذ مگس‌کش (فیلم ۲۰۱۱)
- زمین حاصلخیز (فیلم ۲۰۱۱)
- ۵۱ (فیلم ۲۰۱۱)
- وظیفه (فیلم ۲۰۱۱)
- پوسته (فیلم ۲۰۱۱)
- فیلی بچه (فیلم ۲۰۱۲)
- ترانزیت (فیلم ۲۰۱۲)
- انباری (فیلم ۲۰۱۲)
- ال گرینگو (۲۰۱۲)
- چشمان اژدها (۲۰۱۲)
- گریز (فیلم ۲۰۱۳)
- دشمنان نزدیک (۲۰۱۳)
- دایره های تاریک (فیلم ۲۰۱۳)
- تیمارستان (فیلم ۲۰۱۴)
- عشق کامل (۲۰۱۴)
- کشتار (فیلم ۲۰۱۵)
- سرقت طوفانی (۲۰۱۸)
- ما جوان می‌میریم (۲۰۱۹)
- محافظ (فیلم ۲۰۲۱)